# Robert Blot
Robert Blot (* 14. Mai 1907 in Seurre; † 14. Oktober 1989 in Cannes) war ein französischer Geiger, Dirigent und Musikpädagoge.
Blot wirkte von 1946 bis 1965 als Dirigent des Orchesters der Opéra National de Paris. In den 1950er und 1960er Jahren leitete er Orchesterklassen am Pariser Konservatorium. 1973 gründete er das Conservatoire du 8e arrondissement de Paris. Blot war mit der Harfenistin Suzanne Cotelle verheiratet. Zu seinen Schülern zählte der Komponist Dia Succari.